# Југословенска фотографија (часопис)
Југословенска фотографија, часопис за уметничку и научну фотографију, први фотографски часопис у Војводини, излазио 1930. године у Вршцу. Уредник је био Милорад Радовић.

## Оснивач
Часопис је покренуо свештеник и фотограф-аматер Милорад Радовић (рођени брат сликара Ивана Радовића). Био је покретач и члан Фото клуба у Белој Цркви, затим и Фото клуба у Вршцу, одакле је и родом.

## Структура, концепција
Часопис је био намењен пре свега фотографском аматеризму, као званични орган фото клубова у Белој Цркви и Вршцу и Удружења аматера фотографа у Сомбору. Штампан је наизменично, ћирилицом и латиницом, већ према језику и писму сарадника из целе тадашње Југославије. Излазио је месечно, све до 1. априла 1931. када је угашен после петог броја. Сви бројеви су сачувани у Библиотеци Матице српске у Новом Саду.

## Уводник првог броја
Милорад Радовић у првом броју залаже се за јединство у фотографском покрету Југославије, за формирање националног па и међународног савеза фотографа (што ће бити остварено тек после Другог светског рата!). Он пише: "Фотографија је данас и наука и уметност и вештина. Она је једна културна потреба. Без фотографије се многа грана науке не да ни замислити, она је десна рука штампе. Можда би се културност једног народа данас могла мерити са бројем фотоапарата којима располаже, и са каквоћом фотографије које ствара.“